# Якуб Валадкович
Якуб Валадкович (Валадковіч) (пол. Jakub Wołodkowicz (Wołodkiewicz); 28 липня 1668, Мінський повіт — 15 січня 1724, Мінськ) — білоруський священик і педагог.
Походить із родини Валадковичів, син заступника міського голови Казимира Валадковіча.
Вступив у Товариство Ісуса 22 серпня 1687 року у Вільнюсі. Префект шкіл та місіонер у Слуцьку (1701—1702), професор філософії (1705—1707) та префект шкіл (1796—1708) у Несвіжі. Професор моральної теології (1708-1709) і філософії (1709—1712) у Вільнюській академії. Префект шкіл (1712—1713) і ректор (1713—1717) Полоцького єзуїтського колегіуму. З 1717 по 1724 рр. — ректор Мінського єзуїтського колегіуму.